# 内子座
内子座（うちこざ）は、愛媛県喜多郡内子町内子2102にある芝居小屋。重要文化財。愛媛県に唯一現存する伝統的芝居小屋とされる。
1916年（大正5年）に内子町有志によって建設され、戦後の一時期は映画館としても用いられると、1985年（昭和60年）に第一次内子座復原事業が完成し、1995年（平成7年）10月には第二期整備事業が完成した。重要伝統的建造物群保存地区「八日市護国」の近くにある。

## 歴史

### 開場
明治末から大正にかけて、喜多郡内子町は木蝋や生糸などの生産で栄えた。
1915年（大正4年）2月、大正天皇御大典を記念して、中田鹿太郎ほか17名の発起人によって大典記念株式会社内子座が設立された。1915年（大正4年）8月に芝居小屋の建設に着工し、1916年（大正5年）2月に落成式を行った。歌舞伎、人形芝居、文楽、映画、演説会の会場などとして使用された。

### 戦後の動向
戦後の1950年（昭和25年）には1階の桝席を撤去して椅子席に改造し、映画館的性格を強めた。1967年（昭和42年）3月には大典記念株式会社内子座が解散し、内山商工会が所有者となると、同年5月には商工会館として使用するために両桟敷及び2階桟敷の撤去を含めた大改造が行われた。以後は映画・演劇を行えるホールとして使われた。

### 保存と活用
老朽化によって取り壊しも検討されたが、1982年（昭和57年）9月に内山商工会から内子町に寄付されると、同年9月29日には内子町有形文化財に指定された。1983年（昭和58年）3月には内子町の旧市街地を中心として愛媛県が「木蝋と白壁の町並み」を指定した。同年10月には文化の里の事業の一環として、第一次内子座復原事業に着手した。1985年（昭和60年）9月に復原事業が完成し、寄付などを元に内部設備を充実させると、同年10月にこけら落しを行った。
1995年（平成7年）10月には第二期整備事業が完成し、奈落や迫の改修、照明・音響器具・設備の改修を行い、内子座文楽などの規模の大きな興行に対応することが可能となった。2015年（平成27年）7月8日、国の重要文化財に指定された。
内子町は2020年（令和2年）から2022年（令和4年）にかけて、改修補強を含む保存修理工事のための調査を実施した。2024年（令和6年）9月2日から約4年間に渡って長期休館する予定である。

## 建築
- 収容人員 - 650名
- 敷地面積 - 302坪

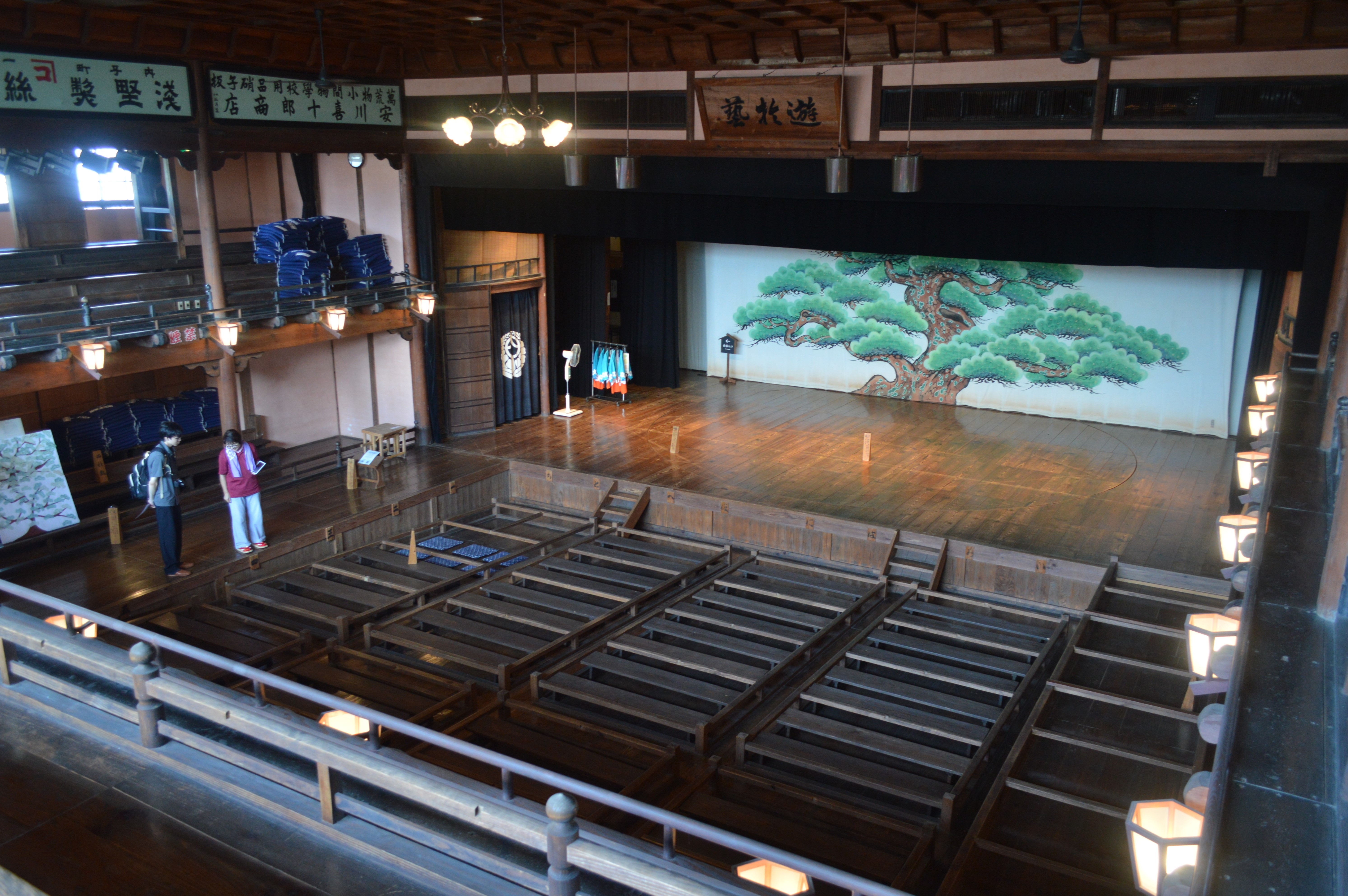
建物の内部

- 建築面積 - 1階177坪、3階65坪、計242坪
- 主要設備 - 枡席、廻り舞台、奈落、すっぽん

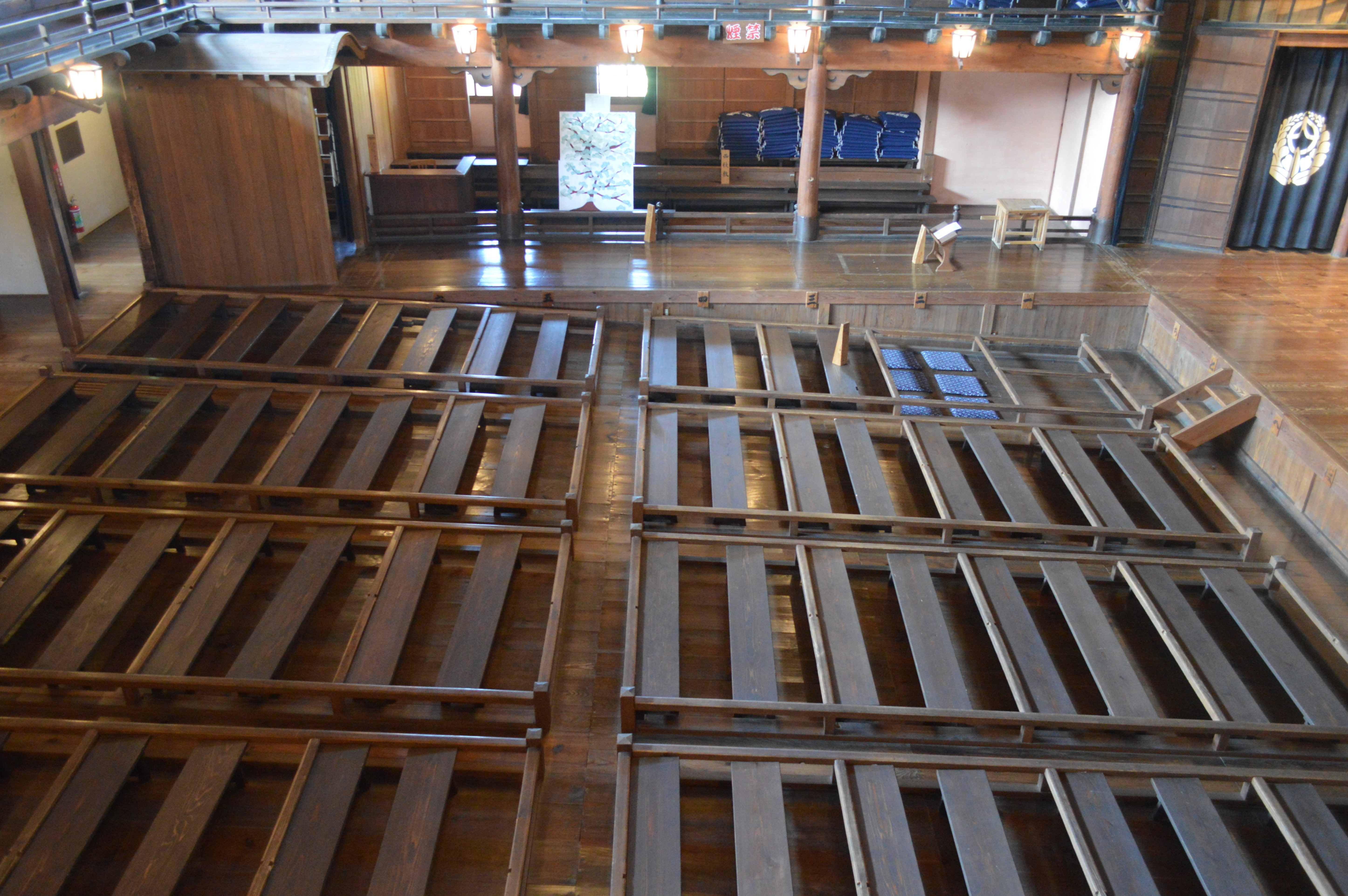
枡席
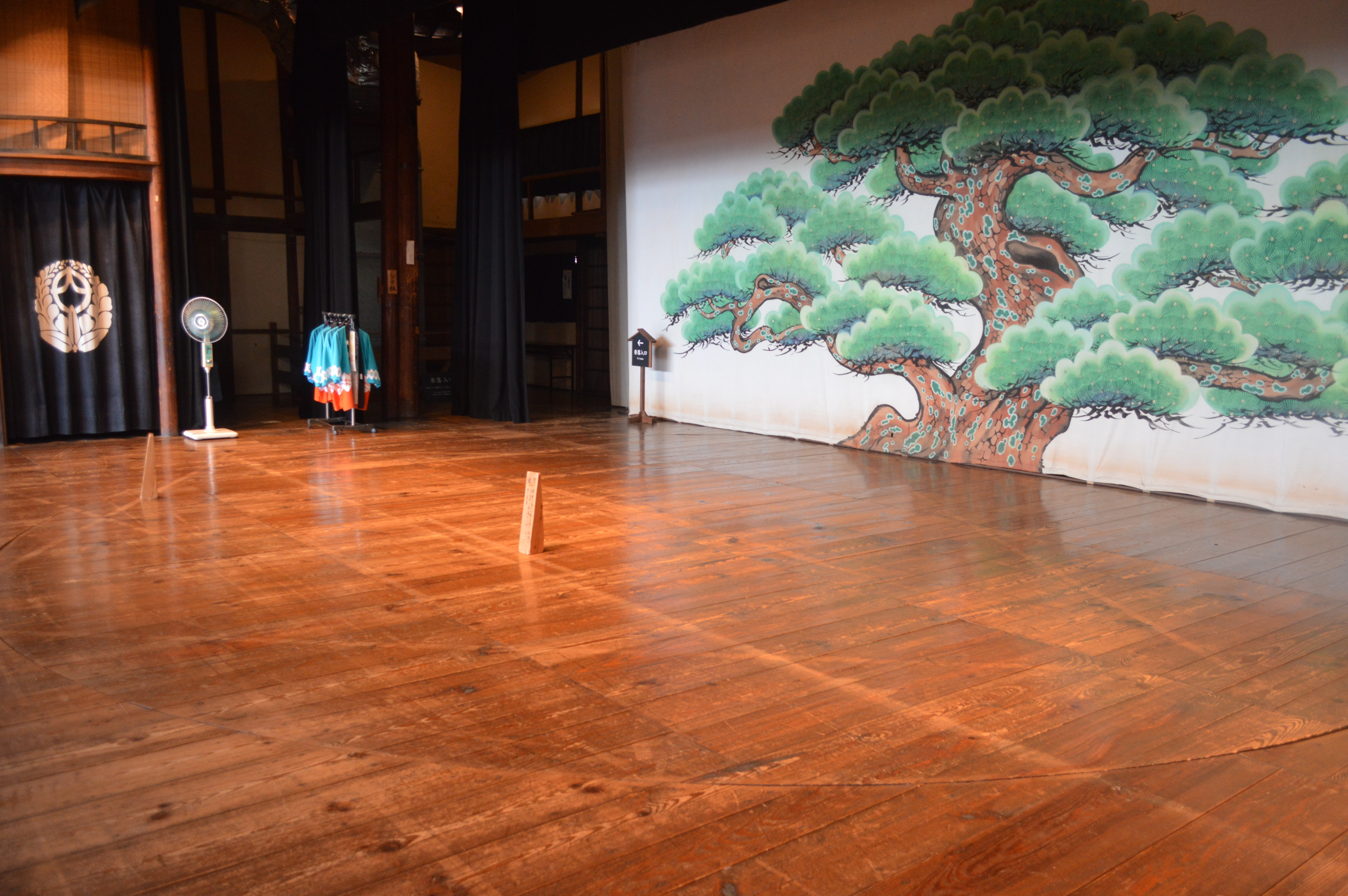
廻り舞台を有する舞台
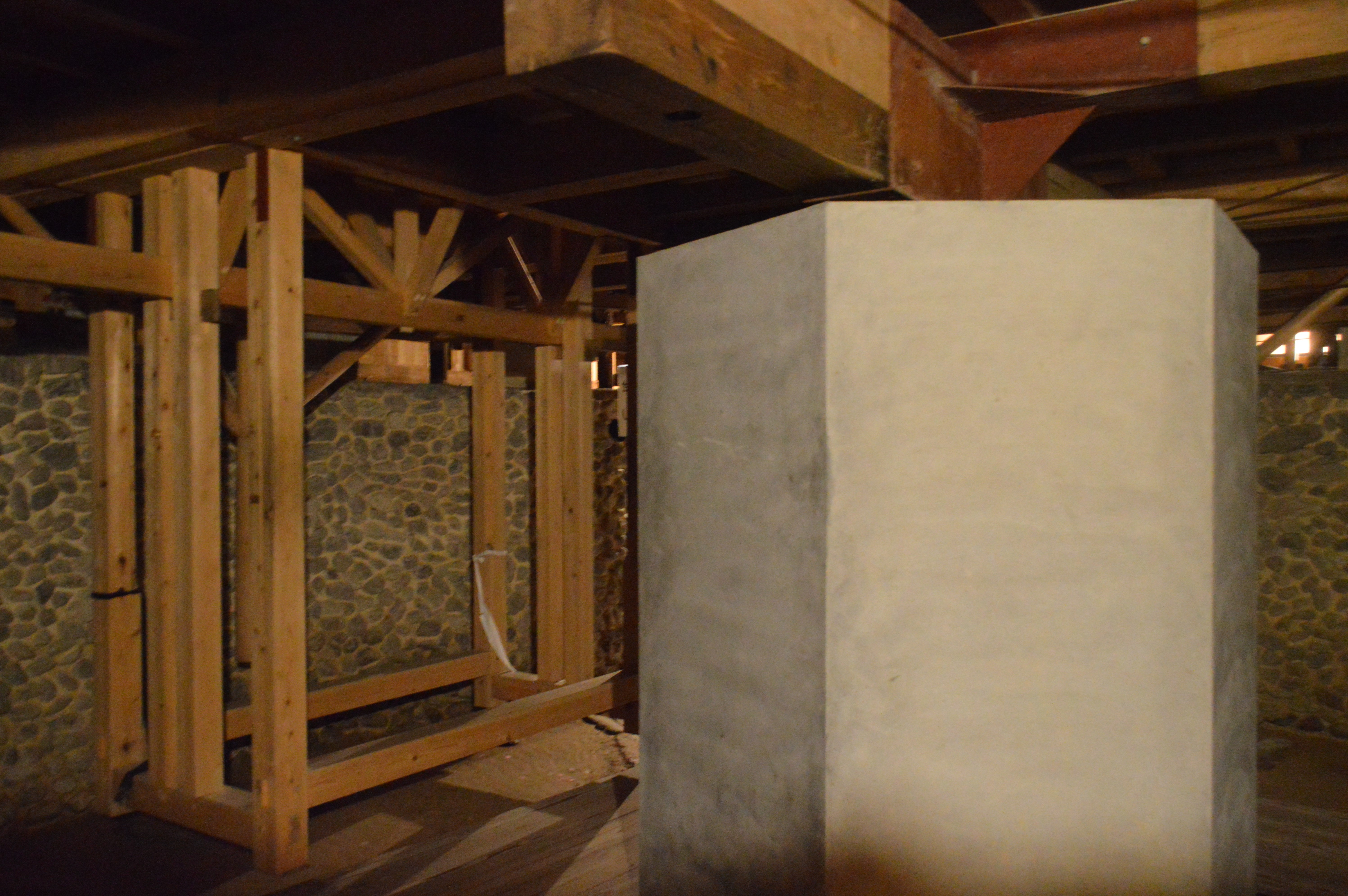
奈落